# Жакышов, Русланбек Шергазиевич
Русланбек Шергазиевич Жакышов  (род. 19 марта 1974, село Таш-Кудук, Таласская область) — депутат Жогорку Кенеша Кыргызской Республики VII созыва от политической партии «Ишеним» (с 2021 года). Заместитель председателя Комитета по правопорядку, борьбе с преступностью и противодействию коррупции.

## Биография
Родился 19 марта 1974 года в селе Таш-Кудук Бакай-Аткинского района Таласской области Киргизской ССР, по национальности киргиз.
В 2007 году поступил и успешно завершил обучение в Кыргызском Государственном техническом университете им. И. Раззакова, получив специальность инженера-механика. В 2016 году окончил юридический факультет Кыргызского Национального университета им. Ж. Баласагына.
С 1993 по 1994 годы служил в Армии Кыргызской Республики.
С 2005 по 2010 годы работал ОАО «Ак-Жолтой». С 2010 по 2011 годы работал ведущим специалистом отдела ОДТН и ОПСМ Управления городского транспорта мэрии города Бишкека. С 2011 по 2013 годы трудился в должности заместителя директора ОсОО «АИИД-Сервис». С 2013 по 2015 годы работал заместителем начальника муниципального территориального управления Ленинского района мэрии города Бишкека.
С 2016 по 2017 годы работал депутатом Бишкекского городского кенеша XXVI созыва. С 2017 по 2021 годы работал депутатом Бишкекского городского кенеша XXVII созыва, в 2018 году избран заместителем председателя Бишкекского городского кенеша.
В ноябре 2021 года избран депутатом VII созыва Жогорку Кенеша Кыргызской Республики от политической партии «Ишеним». С 13 января 2022 года - заместитель председателя Комитета по правопорядку, борьбе с преступностью и противодействию коррупции.
Женат, воспитывает трёх дочерей и сына.